# SummerSlam (2022)
SummerSlam (2022) — тридцать пятое по счёту шоу SummerSlam, премиальное живое шоу производства американского рестлинг-промоушна WWE. Шоу прошло 30 июля 2022 года на арене «Ниссан-стэдиум» в Нашвилле, Теннесси, США, став первым SummerSlam, проводившимся не в августе. Шоу транслировалось по системе pay-per-view (PPV) по всему миру и доступно для трансляции через Peacock в США и WWE Network на международном рынке.
Это было первое премиальное живое шоу WWE после отставки владельца WWE Винса Макмэна, который занимал пост председателя и CEO компании с 1982 года. Макмэн объявил о своей отставке 22 июля, за неделю до SummerSlam.
На шоу было проведено восемь матчей. В главном событии Роман Рейнс победил Брока Леснара в матче «Последний живой» и сохранил титул неоспоримого чемпиона Вселенной WWE. На шоу также состоялось возвращение Бэйли, Дакоты Кай (которая была освобождена от контракта с WWE в апреле), Ийо Скай (ранее известной как Ио Шираи) и Эджа.

## Организация шоу
Шоу с названием SummerSlam проводилось в WWE/WWF с 1988 года. Оно стало вторым постоянным ежегодным шоу, которое показывали по системе Pay-per-view. SummerSlam позиционируется как главное летнее шоу рестлинга, долгое время его слоганом было «Самая большая летняя вечеринка». Изначально шоу проводили в середине или конце августа, в 2022-м году шоу впервые было проведено в июле. На шоу традиционно проводили матчи всех брендов WWE, даже в эпоху их разделения.

## Матчи
| №                               | Результаты                                                                                        | Условия                                                                                          | Время |
| ------------------------------- | ------------------------------------------------------------------------------------------------- | ------------------------------------------------------------------------------------------------ | ----- |
| 1                               | Бьянка Белэр (c) победила Бекки Линч                                                              | Одиночный матч за титул чемпиона Raw SmackDown среди женщин                                      | 15:10 |
| 2                               | Логан Пол победил Миза (с Марис и Чиампой)                                                        | Одиночный матч                                                                                   | 14:15 |
| 3                               | Бобби Лэшли (с) победил Тиори                                                                     | Одиночный матч за титул чемпиона Соединённых Штатов WWE                                          | 4:45  |
| 4                               | Рей Мистерио и Доминик Мистерио победили «Судный день» (Финн Балор и Дамиан Прист) (с Реей Рипли) | Командный матч без дисквалификации                                                               | 11:05 |
| 5                               | Пэт Макафи победил Хэппи Корбина                                                                  | Одиночный матч                                                                                   | 10:40 |
| 6                               | «Братья Усо» (Джей Усо и Джимми Усо) (c) победили «Уличную наживу» (Анджело Докинз и Монтез Форд) | Командный матч за титул неоспоримых командных чемпионов WWE; Джефф Джарретт — специальный рефери | 13:25 |
| 7                               | Лив Морган (с) победила Ронды Раузи                                                               | Одиночный матч за титул чемпиона WWE SmackDown среди женщин                                      | 4:35  |
| 8                               | Роман Рейнс (с) (с Полом Хейманом) победил Брока Леснара                                          | Матч «Последний живой» за титул неоспоримого чемпиона Вселенной WWE                              | 23:00 |
| - (ч) – чемпион на начало матча |                                                                                                   |                                                                                                  |       |